# Het goddelijke monster
Het goddelijke monster (De Monstertrilogie) is een tiendelige dramareeks op Eén, geregisseerd door Hans Herbots. De serie gaat over de ondergang van een machtig geslacht van ondernemers en politici aan het einde van de 20ste eeuw. Het goddelijke monster is gebaseerd op een boek van Tom Lanoye, die met Het goddelijke monster, Zwarte tranen en Boze tongen een trilogie schreef over België als het uiteenvallende hart van Europa. Het scenario was van Rik D'hiet.
Het boek won al diverse prijzen. Het goddelijke monster speelt zich af in de Zuid-West-Vlaamse stad Kortrijk. In tegenstelling tot de fictiereeks De Rodenburgs, die zich tijdens de opnames in dezelfde stad afspeelde, wordt in de serie bovendien ook gezuiverd Kortrijks gesproken, een primeur voor een dramaserie op de nationale Belgische televisie. Er werd de acteurs een soort gekuist West-Vlaams aangeleerd. Dat was geen onverdeeld succes; onder andere de West-Vlaamse gouverneur Paul Breyne had er kritiek op.

## Productie
Voor de opnames van de reeks werd gefilmd in het Kasteel Roos in Waasmunster, in Kortrijk en in Brussel, maar ook in de provincies Antwerpen en Vlaams-Brabant en in de Kempen en de Provence in Frankrijk.
De opnames startten op 14 september 2009 en werden 8 maart 2010 afgerond. Aanvankelijk zou de reeks januari 2011 op één starten, maar deze werd later uitgesteld tot 2012 door besparingen. Nog later werd bevestigd dat de reeks maar vanaf voorjaar 2013 zou lopen.
In de zomer van 2011 is men hierop teruggekomen en werd bekend dat de serie al in het najaar van 2011 op Eén zou komen. Onder andere door het afvoeren van De Rode Loper en FC De Kampioenen kwam er extra budget vrij. De serie startte op zondagavond 4 september 2011.

## Verhaal
Het goddelijke monster is een familiesaga over de ondergang van een machtige Vlaamse familie waarin het ondernemen en politiek voeren de hoofdactiviteit zijn, in een land dat na vele schandalen in een diepe crisis zit. Het hoofdverhaal speelt zich af tussen 1996 en 2011 en wordt afgewisseld met flashbacks over de vroegtijdige dood van het engelachtige ‘kleine broertje’ (Shinto Vinck), tragisch gestorven in 1970 na een ongeluk met een loslopende hengst. Iedere aflevering stelt het leven van een personage centraal en belicht de dood van het kleine broertje vanuit verschillende invalshoeken.
Het hoofdverhaal start met een jachtongeluk waarbij Katrien Deschryver (Joke Devynck) haar man vermoordt omdat ze dacht dat het een everzwijn was. Ongewild geeft ze daarmee het startschot voor een reeks tragikomische ontwikkelingen, die haar familie meezuigen in een neerwaartse spiraal. Drijvend op de golf van publieke verontwaardiging die uiteindelijk aanleiding geeft tot de Witte Mars, voert de gefrustreerde onderzoeksrechter Willy De Decker (Marc Van Eeghem) een eenmanskruistocht tegen Katriens vader, ex-minister en topbankier Herman Deschryver (Johan Van Assche), en haar sjoemelende oom, de flamboyante maar onbeschofte tapijtengigant Leo Deschryver (Michel Van Dousselaere).
Wanneer Katrien wordt opgepakt voor moord met voorbedachten rade gaat de bal aan het rollen. Toch lost ze geen woord. Ook niet tegen haar zus Gudrun Deschryver (Ianka Fleerackers), met wie ze altijd een goede band had. Gudrun heeft altijd opgekeken naar Katrien, tot nu. Leo probeert Katrien vrij te krijgen, maar zonder resultaat.
De rest van de familie is uit elkaar gevallen. Bruno en Steven zijn allebei homo en beleven dat in de darkroom. Bruno Deschryver (Thomas Ryckewaert) heeft dit bekendgemaakt, van Steven Deschryver (Kevin Janssens) is dit niet geweten. Ook oud-consul Dieudonné (Serge-Henri Valcke) en procureur De Balder (Gene Bervoets) zijn lid van Sauna Corydon. De geldbeluste Steven heeft een schijnhuwelijk met Alessandra Fuentes (Christianne Oliveira) en wordt aangeduid als opvolger van Herman Deschryver. Hij sluit een slechte deal met een malafide Amerikaanse topbankier die een overname forceert.
De moeder Elvire Deschryver (Katelijne Verbeke) is medicijnverslaafd. Ze heeft niet veel besef van familiale situaties. Ze neemt overdosissen kalmeringsmiddelen, slaapmiddelen en antidepressiva. In haar hallucinaties zoekt ze contact met het overleden kleine broertje. Via flashback leren we dat Bruno negen maanden na het overlijden van diens naamgenoot ‘verloren geboren’ werd om Elvires gestorven oogappel te vervangen.
De drie ongehuwde tantes Marja Deschryver (Gilda De Bal), Madeleine Deschryver (Ingrid De Vos) en Milou Deschryver (Brit Alen) bevinden zich ten huize Deschryver. Ze bemoeien zich met de situatie en staan snel met hun oordeel klaar. Marja Deschryver had ooit nog verkering met kolonel Yves Chevalier-de Vilder (Vic De Wachter), die zelfmoord pleegt in een Brussels hotel nadat hij de zwarte piet werd in een sjoemelschandaal rond overheidsbestedingen.
Jonas Vereecken (Henrik Poets) is de zoon van Katrien. Hij heeft niet echt een goede relatie met zijn moeder en staat dichter bij Gudrun.
Sluimerende familieconflicten komen weer tot leven en nooit verwerkte trauma’s eisen hun tol. Door hun innige verwevenheid met de politieke en economische elite van het land worden de Deschryvers het symbool van alles wat verkeerd loopt in België.
Talrijke herkenbare Belgische schandalen uit de jaren '90 passeren expliciet, terloops, of in parodiërende vorm de revue: de aanslagen van de Bende van Nijvel, de geheime bankrekeningen in Luxemburg, de milieuboxenaffaire, de atoma-schriftjes van Leo Delcroix, Agusta, de zaak Dutroux, het spaghetti-arrest, de Dioxinecrisis, Lernout & Hauspie, en de veroordeling van de SM-rechter. In de familie Deschryver herkennen we de succesvolle maar niet onbesproken West-Vlaamse ondernemersfamilie De Clerck.
Daarnaast zijn er heel wat verwijzingen naar de Vlaamse canon en de ‘grote’ Europese literatuur. Zo zouden de drie tantes refereren aan Tantes van Cyriel Buysse met een knipoog naar De drie zusters van Tsjechov. De tragische dood van de elfachtig geïdealiseerde kleine Bruno doet sterk denken aan het overlijden van Nepomuk ‘Echo’ Scheidewein in Doktor Faustus van Thomas Mann.

## Kritiek
Kritiek van televisiekijkend Vlaanderen betrof vooral een suggestieve doch ophefmakende homoscene in een darkroom tijdens de tweede aflevering Broederdiensten en het vermeende overgebruik van visuele effecten ten koste van de dramatische verhaallijn. Anderen vonden de extra interventies van de ‘levende doden’ eerder onnodige afleiding dan dramatische meerwaarde.
Ondanks deze punten van kritiek werd de prestigereeks positief onthaald en geroemd omwille van de ijzersterke acteerprestaties van de cast alsmede de vlijmscherpe maatschappelijke analyse en psychologische inkijk in de belevingswereld van de personages.

## Cast

### Hoofdpersonages
| Acteur                  | Personage                    | Einde serie                                                                                              |
| ----------------------- | ---------------------------- | --- |
| Joke Devynck            | Katrien Deschryver           | Neemt de draad van haar leven terug op, weliswaar met haar gezichtletsels                                |
| Johan Van Assche        | Herman Deschryver            | Wordt herenigd met Katrien en sterft later aan maagkanker                                                |
| Michel Van Dousselaere  | Leo Deschryver               | Komt om in een brand die hij zelf aanstak                                                                |
| Katelijne Verbeke       | Elvire Deschryver            | Vermoord door Gudrun, leeft verder als geest                                                             |
| Kevin Janssens          | Steven Deschryver            | Blijft de hele reeks te zien, leeft gelukkig in Miami met zijn zoon                                      |
| Marc Van Eeghem         | Willy De Decker              | Blijft de hele reeks te zien                                                                             |
| Ianka Fleerackers       | Gudrun Deschryver            | Blijft de hele reeks te zien, treedt uiteindelijk in het klooster                                        |
| Christianne Oliveira    | Alessandra Fuentes           | Sterft tijdens de bevalling van haar zoontje Jonah. Leeft verder als geest bij Steven en Jonah in Miami. |
| Thomas Ryckewaert       | Bruno Deschryver             | Pleegt per ongeluk zelfmoord, leeft verder als geest                                                     |
| Jan Hammenecker         | Dirk Vereecken               | Neergeschoten door Katrien, leeft verder als geest                                                       |
| Gilda De Bal            | Marja Deschryver             | Overleden door hartaanval, na dood als geest herenigd met Yves                                           |
| Ingrid De Vos           | Madeleine Deschryver         | Gebroken met familie, woont in buitenverblijf in Provence met Milou                                      |
| Brit Alen               | Milou Deschryver             | Gebroken met familie, woont in buitenverblijf in Provence met Madeleine                                  |
| Henrik Poets            | Jonas Vereecken              | Neergeschoten door Bende van de Panter, leeft verder als geest                                           |
| Timon Sohier            | Jonas Vereecken (Voice-Over) | |
| Dorian Lough            | Mister 'Big John' Hoffman    | Blijft de hele reeks te zien                                                                             |
| Serge-Henri Valcke      | Mijnheer Dieudonné           | Uit beeld verdwenen                                                                                      |
| Sara Vertongen          | Hannah Gramadil              | Uit beeld verdwenen                                                                                      |
| Greet Verstraete        | Vera Verkinderen             | Blijft de hele reeks te zien                                                                             |
| Charlotte Vandermeersch | Griet Verbeeck               | Blijft de hele reeks te zien                                                                             |
| Gene Bervoets           | Procureur De Balder          | Ontslag na SM-affaire, duikt op bij sectie Zeden                                                         |
| Vic De Wachter          | Yves Chevalier-de Vilder     | Pleegde zelfmoord, na dood als geest herenigd met Marja                                                  |
| Daan Stuyven            | Vertelstem                   | Computerstem van Katrien                                                                                 |

### Bijrollen
| Acteur              | Personage                             |
| ------------------- | ------------------------------------- |
| Rafael Telles       | Santos Fuentes                        |
| Kris Verschooten    | Tony                                  |
| Arthur Boni         |                                       |
| Ilse Uitterlinden   | Linda                                 |
| Daniel Donies       | Lucien                                |
| Viviane De Muynck   | Cafébazin                             |
| Bob De Moor         | Dokter                                |
| Kenny Philippaars   | 'Blonde God', het vriendje van Steven |
| Thierry Putzeys     | Gogo-dancer Sixty Sax                 |
| Evelien Van Hamme   | Gevangenisbewaarster                  |
| Barbara Van Welden  |                                       |
| Eric Godon          | Bankbediende                          |
| José Verheire       | Lou                                   |
| Marieke Dilles      | Tante Marja (jong)                    |
| David Cantens       | Yves Chevalier-de Vilder (jong)       |
| Bert Dobbelaere     | Leo (22 jaar)                         |
| Maurice Cassiers    | Herman (25 jaar)                      |
| Taunya Renson       | Verpleegster Miami                    |
| Jorre Vandenbussche | Wachtmeester Degraeve                 |
| Twiggy Bossuyt      | Zuster Francine                       |
| Chris Lomme         |                                       |
| Lectrr              | Directeur                             |
| Dieter Bossaerts    | Hoerenloper                           |
| Peter Bastiaensen   | Hoofdredacteur                        |
| Jakob Beks          | Advocaat                              |
| Raf Ryckewaert      | Bruno (15 jaar)                       |
| Shinto Vinck        | Bruno ‘kleine broertje’ (7 jaar)      |
| Lisa Lambrigts      | Katrien (12 jaar)                     |
| Szaga Lauwers       | Gudrun (10 jaar)                      |
| Iben Moors          | Steven (5 jaar)                       |
| Dominiek Roosen     | Nonkel Daan                           |
| Wouter Bruneel      | Rosse man                             |
| Jan Van Hecke       | Barman                                |
| Alexander Provoost  | Pizza jongen                          |
| Chris Bus           | Evelientje                            |
| Janic Rodriguez     | Nonkel Daan (12 jaar)                 |
| Stef Van Gompel     | Begrafenisondernemer                  |
| Kris Swinnen        | BOB-er                                |
| Wim Willaert        | Garagist                              |
| Ray Shell           | Calamara Jane                         |
| Ronny Waterschoot   | Premier Waterschoot                   |
| Laura Vanderbiest   | Airhostess                            |
| Enea Kongs          | Violetta                              |
| Alex Puissant       | tv-reporter                           |
| An Vanderstighelen  | Verpleegster                          |
| Tom Meyers          | Jonah                                 |
| John Flanders       | Jennings                              |

## Afleveringen
| Nr | Titel                            | Eerste uitzending | Regie        | Kijkcijfers                     |
| -- | -------------------------------- | ----------------- | ------------ | ------------------------------- |
| 1  | Het einde van een huwelijk       | 4 september 2011  | Hans Herbots | 1.259.264 - marktaandeel 50,73% |
| 2  | Broederdiensten                  | 11 september 2011 | Hans Herbots | 1.075.350 - marktaandeel 43,89% |
| 3  | Tot as                           | 18 september 2011 | Hans Herbots | 990.050                         |
| 4  | Veldslag voor een man alleen     | 25 september 2011 | Hans Herbots | 930.182 - marktaandeel 42,24%   |
| 5  | Van uw familie moet ge 't hebben | 2 oktober 2011    | Hans Herbots | 1.035.000 - marktaandeel 44 %   |
| 6  | Zee van zielen                   | 9 oktober 2011    | Hans Herbots | 1.013.556 - marktaandeel 42,29% |
| 7  | Meer schuilt in u                | 16 oktober 2011   | Hans Herbots | 932.343 - marktaandeel 38,99%   |
| 8  | Moederzorg                       | 23 oktober 2011   | Hans Herbots | 1.008.059 - marktaandeel 39,90% |
| 9  | Help uzelf                       | 30 oktober 2011   | Hans Herbots | 760.949 - marktaandeel 34,72%   |
| 10 | Eind goed al goed                | 6 november 2011   | Hans Herbots | 957.117 - marktaandeel 37,93%   |